# Wayne Mixson
John Wayne Mixson, född 16 juni 1922 i New Brockton, Alabama, död 8 juli 2020 i Tallahassee, Florida, var en amerikansk politiker, demokrat fram till 2012 och republikan efter 2012. Han var den 39:e guvernören i delstaten Florida från 3 januari till 6 januari 1987.
Mixson deltog i andra världskriget i USA:s flotta. Han gifte sig 1947 med Margie Grace. Han var Floridas viceguvernör 1979–1987. Han tjänstgjorde som guvernör i tre dagar efter att företrädaren Bob Graham tillträdde som ledamot av USA:s senat. Han efterträddes av Bob Martinez.
Demokraten Mixson stödde republikanen George W. Bush i presidentvalet i USA 2004. Han var som co-chairman med om att leda Rod Smiths förlorande kampanj i demokraternas primärval inför 2006 års guvernörsval i Florida.